# Adorazione dei Magi (Mantegna)
L'Adorazione dei Magi è un dipinto tempera a colla e oro su tavola (54,6x70,7 cm) di Andrea Mantegna, databile al 1497-1500 circa e conservato nel Getty Museum di Los Angeles.

## Descrizione e stile
La tela è un esempio del tardo stile del maestro. A sinistra si trova la Sacra Famiglia (Giuseppe, Maria e Gesù bambino), mentre a destra si vedono i tre Re Magi, con i doni in mano. Le figure si trovano tutte in primo piano e si accalcano occupando tutto lo spazio pittorico, secondo un'iconografia che facilitava la comprensione del fedele e quindi l'uso devozionale.
La scena è organizzata su un ritmo pacato, con colori sobri basati sul bruno, con gli accenti del giallo e dei rossi a esaltare la cromia. Particolarmente squillante, a differenza degli altri soggetti, è il turbante rosso del mago di colore, che risalta ancora maggiormente in confronto alla pelle scura. Il suo ritratto è molto verosimile e testimonia il gusto di Mantegna per i dettagli esotici e pittoreschi.
La notevole importanza data ai costosissimi recipienti, uno in rara porcellana blu e bianca (che all'epoca proveniva solo dall'Estremo Oriente) e in pietre semidure gli altri due (diaspro e onice), rimandano al gusto legato a Isabella d'Este ed alle collezioni del suo studiolo. Essi sono infatti al centro della composizione e vi rimandano le linee di forza, come quella della mano di Gasparre chinato, che emerge dal bordo inferiore.